# Aeropuerto Gustavo Rizo
El Aeropuerto Gustavo Rizo (IATA: BCA, OACI: MUBA) es un aeropuerto nacional que sirve a Baracoa, una ciudad en la provincia cubana de Guantánamo. Está ubicado aproximadamente 2 kilómetros (1 mi) al norte de la ciudad y tiene una pista y terminal de pasajeros. Recibe vuelos procedentes de La Habana por Aerogaviota y antiguamente de  Cubana de Aviación, y recibió a más de 19,500 pasajeros en 2013.

## Historia
La pista fue dañada durante las inundaciones en Baracoa en marzo de 2008, cuando olas más de 5 metros (16 pies) de altura azotaron la ciudad.

## Instalaciones
El Aeropuerto Gustavo Rizo tiene una terminal de pasajeros y una pista de hormigón, 16/34, que mide 1,850 por 30 metros (6,070 por 98 pies). La pista no tiene la iluminación apropriada para recibir aeronaves durante la noche.

## Aerolíneas y destinos
| Aerolíneas  | Destinos  |
| ----------- | --------- |
| Aerogaviota | La Habana |

## Estadísticas
El Aeropuerto Gustavo Rizo recibió a 19,524 pasajeros en 2013, la cifra más alta relativa a los años pasados. Funcionarios del aeropuerto atribuyeron el incremento en pasajeros al aumento de dos a tres veces por semana en los vuelos de Aero Caribbean procedentes de La Habana. El aeropuerto también tuvo 377 movimientos de aeronaves en 2013.